# Beast de New Haven
Le Beast de New Haven est une franchise professionnelle de hockey sur glace de la Ligue américaine de hockey qui a existé de 1997 à 1999.

## Histoire
La franchise est née lors du déménagement des Monarchs de la Caroline à New Haven (Connecticut). L'équipe, connue aussi pour son logo « particulier », fut dissoute en 1999.

## Statistiques
| Saison    | PJ | V  | D  | N | DP | Pts | BP  | BC  | Classement Final | Séries éliminatoires  |
| --------- | -- | -- | -- | - | -- | --- | --- | --- | ---------------- | --------------------- |
| 1997-1998 | 80 | 38 | 33 | 7 | 2  | 85  | 256 | 239 | 3e, New England  | Éliminés en 1re ronde |
| 1998-1999 | 80 | 33 | 35 | 7 | 5  | 78  | 240 | 250 | 5e, New England  | Non qualifiés         |